# کورنلیا فول
کورنلیا فول (آلمانی: Cornelia Pfohl؛ زادهٔ ۲۳ ژوئیهٔ ۱۹۷۱) کماندار زن اهل آلمان است.
وی در مسابقات کشوری و بین‌المللی در مجموع برندهٔ ۲ مدال نقره، ۱ مدال برنز شده‌است.